# Poddębicki Zespół Przyrodniczo-Krajobrazowy
Poddębicki Zespół Przyrodniczo-Krajobrazowy – zespół przyrodniczo-krajobrazowy ustanowiony Uchwałą Nr X/51/07 Rady Miejskiej w Poddębicach z dnia 26 czerwca 2007 roku w sprawie ustanowienia zespołu przyrodniczo-krajobrazowego pod nazwą „Poddębicki Zespół Przyrodniczo-Krajobrazowy”.

## Charakterystyka
Obszar ten leży w województwie łódzkim w powiecie poddębickim w granicach administracyjnych miasta Poddębice zajmując powierzchnię 5,7707 ha.
Zespół ustanowiony jest celem ochrony walorów widokowych i estetycznych. Obejmuje następujące obiekty:
- Zabytkowy Park Miejski w Poddębicach – położony jest w południowej części miasta między rzeką Nerem na zachodzie, a ul. Mickiewicza na wschodzie. Przy parku położony jest kościół Parafii Ewangelicko-Augsburskiej. Powierzchnia parku wynosi 3,61 ha.
- Bulwar nad Nerem – ciągnie się wschodnim brzegiem rzeki na północ od parku do ul. Kaliskiej, zajmując powierzchnię 0,249 ha.
- Obiekty sportowe – obiekty przy ul. Mickiewicza 19. Wydzielono z nich tereny zielone podlegające ochronie o powierzchni 1,9117 ha.

Przebiegają tędy:
- Szlak pieszy im. Marii Konopnickiej (Poddębice – Bronów)
- Szlak rowerowy „Po Ziemi Poddębickiej”
- Szlak rowerowy „Do Gorących Źródeł”